# Laurence Broze
Laurence Broze (née le 21 mai 1960,) est une mathématicienne belge spécialisée en statistique et en économétrie et plus particulièrement dans la théorie des anticipations rationnelles. Elle est professeur de mathématiques appliquées à l'Université de Lille,. De 2012 à 2018, elle a été présidente de l'association femmes et mathématiques, une association française pour les femmes en mathématiques,.
Laurence Broze est née à Bruxelles. Elle a effectué ses études secondaires à Charleroi et a obtenu une agrégation de mathématiques en 1982 à l'Université Libre de Bruxelles. Elle obtient son doctorat à la même université en 1986, et obtient une habilitation universitaire à Lille en 1994. Sa thèse de doctorat, Réduction, identification et estimation des modèles à anticipations rationnelles, est dirigée par Simone Huyberechts.
Elle devient assistante à l'Université Libre de Bruxelles en 1985, et rejoint l'Université Charles de Gaulle - Lille III en 1989. À l'Université Charles de Gaulle, elle a également été vice-présidente à la recherche de 2000 à 2006, et a dirigé l'unité de mathématiques, informatique, gestion et économie (UFR MIME) de 2009 à 2014 ; depuis 2015, elle est directrice adjointe de l'UFR MIME. En 2018, l'Université Charles de Gaulle a fusionné avec deux autres pour devenir l'Université de Lille. Depuis 1996, elle est également professeure invitée à temps partiel à l'Université Saint-Louis de Bruxelles.

## Contributions
- Avec A. Szafarz, elle est l'auteure de « The Econometric Analysis of Non-Uniqueness in Rational Expectations Models », Contributions to Economic Analysis, Elsevier, 1991[2].
- Avec Szafarz et C. Gourieroux, elle est l'auteur de « Reduced Forms of Rational Expectations Models », Fundamentals of Pure and Applied Economics n° 42, Harwood Academic Publishers, 1990[8].

## Reconnaissances
En 2014, Laurence Broze est nommée chevalier de la Légion d'honneur, et promue officier de l'Ordre des Palmes académiques.